# Can Pous (Tiana)
Can Pous és una casa eclèctica de Tiana (Maresme) inclosa a l'Inventari del Patrimoni Arquitectònic de Catalunya.

## Descripció
És un edifici civil, es tracta d'una casa de planta quadrada que només té un baixos i un terrat. Destaca per la seva ornamentació neoclàssica, pràcticament reconcentrada a les voreres de les obertures: trenca aigües a dos vessants sobre un fingit sistema arquitravat i balustres a la part inferior. Repeteix la mateixa estructura, exactament en cadascuna de les seves quatre façanes: tres obertures per banda, fins i tot quan es tracta de finestres cegues.
Per acabar, destaca la façana principal entre les altres degut a l'escala frontal, que és doble i alça l'accés per damunt del nivell del terreny. La casa es troba envoltada per un jardí.